# UC-5号潜艇
陛下之UC-5号艇是德意志帝国海军于第一次世界大战期间建造的其中一艘UC-I型近岸布雷潜艇或称U艇。它由汉堡的伏尔铿船厂承建，于1915年6月13日新船下水，至当月19日交付使用。其全长33.99米，水面及水下排水量分别为168吨和183吨，艇载武器则包括六具水雷投放井以及一门8毫米口径机枪。UC-5号入役后曾被部署至驻泽布吕赫的佛兰德区舰队，并参与了大西洋潜艇战。通过其二十九次布雷巡逻，共间接致沉30艘协约国或中立国的舰船，累计总吨位为37231吨。1916年4月27日，UC-5号在希普瓦什浅滩搁浅及废弃，但其后被英国人收缴并用于宣传目的。

## 设计
第一次世界大战爆发后，为配合欧洲大陆的战事，德意志帝国海军鱼雷监察局（Inspektion des Torpedowesens）于1914年9月向潜艇监察局（Inspektion des U-Bootwesens）提议，研制小型布雷潜艇用于在法国近岸水域实施水雷封锁。潜艇局随即完成了代号为“35a号工程”的设计方案，即UC-I型潜艇。有别于同时代的大多数潜艇类别，该型潜艇基本上采用单壳体；这意味着艇体全由耐压壳体构成，当中集成了用于下潜的潜水舱。这种结构类型是衍生自19世纪后期德国的第一艘实验性U艇，在当时实际上已显过时。
UC-5号是首批15艘UC-I型方案的五号艇。这个亚型是基于同时开发的近岸作业潜艇UB-I型发展而来，但体积略大，全长为33.99米，并有3.04米的吃水深度；舷宽则同样限定在3.15米，以满足铁路运输所要求的装载限界。其水上和水下排水量分别为168吨和183吨。艇只搭载有一台功率为90匹公制馬力（66千瓦特）的戴姆勒制六缸四冲程柴油发动机用于水面运行，以及一台175匹公制馬力（129千瓦特）的西门子-舒克特电动发电机供水下运行；它们用以驱动一根单轴直径为1.08米长的三叶螺旋桨。该艇的潜航深度为50米。
UC-5号在水上的最高速度为6.2節（11.5每小時），在水下的最高航速则为5.22節（9.67每小時）。它可以5節（9.3每小時）的速度在水上巡航780海里（1,440），或以4節（7.4每小時）的速度在水下巡航50海里（93）。作为专用的布雷潜艇，该艇取消了鱼雷发射管，改为六具倾斜式水雷存储井，并可携带12枚UC120型水雷。布雷时只需将存储井底部的盖板打开，水雷便可凭借自身重量滑入水中。此外，在甲板上还配备有一挺8毫米口径机枪作为辅助武器。其标准船员编制为1名军官及13名水兵。

## 历史
UC-5号是由国家海军办公室作为C项战时订单（Kriegsauftrag C）的一部分，于1914年11月23日向汉堡的伏尔铿船厂订购，建造编号为49。艇只于1915年6月13日下水，至当月19日在首度担任艇长的海军中尉赫伯特·普斯特库亨的指挥下正式交付使用。在普斯特库亨之后，海军中尉乌尔里希·莫尔布特尔（1915年12月19日－1916年4月27日）也曾担任UC-5号艇长。与同型的大多数姊妹艇一样，UC-5号在竣工后便通过铁路被运往泽布吕赫，于1915年7月27日加入驻当地的佛兰德区舰队，成为海军佛兰德集团军的一份子。
在不足一年的服役生涯中，UC-5号的表现令人印象深刻，它参与了大西洋潜艇战，在多佛尔海峡、福克斯通、哈维奇和加来等地共完成29次布雷巡逻，间接致沉30艘协约国或中立国的舰船，其中包括19艘商船、2艘军舰和9艘辅助军舰，累计总吨位达37231吨。1915年8月21日，UC-5号成为第一艘潜入英吉利海峡的布雷潜艇，在布洛涅附近布设了12枚水雷，其中一枚在当天便击沉了英国煤船威廉·道森号（William Dawson）。9月7日，该艇又在布洛涅和福克斯通附近布设了6枚水雷，其中一枚甚至击沉了电缆敷设船君主号（Monarch）。

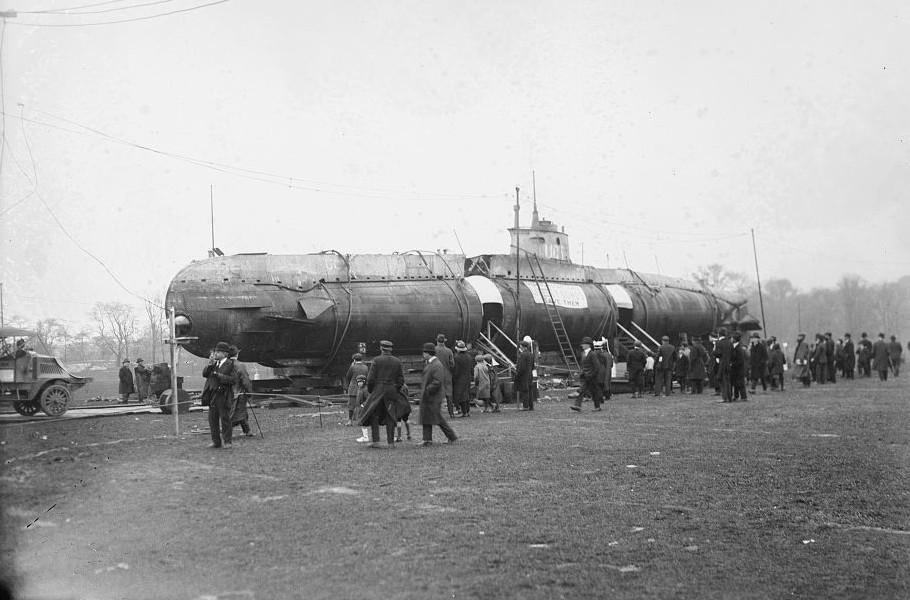
UC-5号在纽约中央公园展出

1916年4月27日，UC-5号在泰晤士河口附近的希普瓦什浅滩（Shipwash Sands，51°59′N 1°38′E / 51.983°N 1.633°E）不慎搁浅，并在海水退潮后受困。船员们立即销毁了艇内的秘密文件，并通过无线电向泽布吕赫基地报告了这一事件。英国人截获了无线电信息，遂派出火龙号驱逐舰赶赴事发地点。当发现英国军舰时，时任艇长莫尔巴特尔下令弃艇并准备好装药凿沉。然而，由于炸药未能按预期引爆，潜艇自沉失败。艇内15名官兵全数被火龙号俘虏。来自哈维奇和查塔姆的英国团队负责将UC-5号打捞上岸，并把它置于一个浮船坞内——这是一项危险的行动，因为当时艇内尚有两枚未引爆的水雷。在得到一名战俘的警告后，团队找到了它们，并使其失效。UC-5号先被拖到哈维奇，继而又被拖到施尔尼斯，在那里，一群经过批准的记者，甚至还有两名战争艺术家获准登艇参观。
经过在泰晤士河畔的圣殿码头向伦敦公众展示后，UC-5号于1917年被拆为三个部分送往美国，供当地用作发行自由债券的宣传品。抵达纽约后，潜艇的每个部分都由起重机装在42匹马上，然后再带到中央公园的绵羊草地重新组装。它被重新命名为“U-Buy-A-Bond”（您买债券），并与一辆曾在法国作战的英国坦克一同展出。人们只要购买了债券，便可免费登艇参观。之后，U-Buy-A-Bond继续搭乘两艘内河驳船北上，经哈德逊河、尚普兰湖和圣劳伦斯河到达加拿大。它的第一站在特洛伊，然后穿越边境，在蒙特利尔和多伦多展出。这艘潜艇对自由债券的销售产生了影响，至第一次世界大战结束时，已有逾2000万美国人购买了这种债券，共筹集170多亿美元的资金。UC-5号的最终结局不详，但它很可能是在战后拆解报废。

## 袭击历史摘要
| 日期           | 船名            | 船籍         | 吨位 | 结局 |
| -------------- | --------------- | ------------ | ---- | ---- |
| 1915年8月6日   | 莱昂德罗斯号    | 英國皇家海軍 | 276  | 击沉 |
| 1915年8月13日  | 紫水晶号        | 英国         | 57   | 击沉 |
| 1915年8月13日  | 萨默菲尔德号    | 英国         | 687  | 击沉 |
| 1915年8月13日  | 瑞典号          | 瑞典         | 1602 | 击沉 |
| 1915年8月21日  | 威廉·道森号     | 英国         | 284  | 击沉 |
| 1915年8月30日  | 不列颠共主号    | 英国         | 4037 | 击伤 |
| 1915年8月30日  | 霍尼顿号        | 英国         | 4914 | 击沉 |
| 1915年8月30日  | 圣沙蒙号        | 法國         | 2866 | 击伤 |
| 1915年9月8日   | 君主号          | 英国         | 1122 | 击沉 |
| 1915年9月19日  | 托德号          | 瑞典         | 1313 | 击伤 |
| 1915年10月4日  | 恩菲尔德号      | 英国         | 2124 | 击伤 |
| 1915年10月6日  | 布莱顿女王号    | 英國皇家海軍 | 553  | 击沉 |
| 1915年10月10日 | 纽卡斯尔号      | 英国         | 3403 | 击沉 |
| 1915年10月12日 | 弗隆斯·奥莉薇号 | 英國皇家海軍 | 98   | 击沉 |
| 1915年10月19日 | 伊琳二号        | 英國皇家海軍 | 181  | 击沉 |
| 1915年10月20日 | 巴肯之星号      | 英國皇家海軍 | 81   | 击沉 |
| 1915年10月22日 | 格斗者号        | 英国         | 690  | 击伤 |
| 1915年10月23日 | 伊拉罗号        | 英国         | 2799 | 击沉 |
| 1915年10月25日 | 维洛克斯号      | 英國皇家海軍 | 380  | 击沉 |
| 1915年11月17日 | 英格兰号        | 英國皇家海軍 | 1862 | 击沉 |
| 1915年11月17日 | 卢西塔尼亚号    | 英国         | 1834 | 击沉 |
| 1915年11月19日 | 法尔茅斯三号    | 英國皇家海軍 | 198  | 击沉 |
| 1915年11月29日 | 小嘴鸻号        | 英国         | 1596 | 击沉 |
| 1915年12月26日 | E6号潜艇        | 英國皇家海軍 | 725  | 击沉 |
| 1915年12月26日 | 雷索诺号        | 英國皇家海軍 | 230  | 击沉 |
| 1916年1月12日  | 阿尔及利亚人号  | 英国         | 3837 | 击沉 |
| 1916年1月13日  | 阿尔比恩二号    | 英國皇家海軍 | 240  | 击沉 |
| 1916年2月1日   | 儒丽安娜公主号  | 荷蘭         | 2885 | 击沉 |
| 1916年2月15日  | 万隆号          | 荷蘭         | 5851 | 击伤 |
| 1916年2月20日  | 丁格尔号        | 英国         | 593  | 击沉 |
| 1916年2月21日  | 佛兰德号        | 荷蘭         | 2018 | 击沉 |
| 1916年2月24日  | 塔姆尔号        | 英国         | 531  | 击沉 |
| 1916年3月26日  | 赫柏号          | 法國         | 1494 | 击沉 |
| 1916年3月26日  | 喀土穆号        | 英国         | 303  | 击沉 |
| 1916年3月27日  | 哈里特号        | 丹麦         | 1372 | 击沉 |
| 1916年3月31日  | 克林顿号        | 英国         | 3381 | 击伤 |
| 1916年3月31日  | 梅门托号        | 挪威         | 1076 | 击沉 |

## 脚注
1. ↑  Tarrant，第173頁.
2. ↑  Helgason, Guðmundur. . German and Austrian U-boats of World War I - Kaiserliche Marine - Uboat.net.   [2009-02-20].
3. ↑  Gröner 1991，第30-31頁.
4. 1 2  Helgason, Guðmundur. . German and Austrian U-boats of World War I - Kaiserliche Marine - Uboat.net.   [2022-07-04].
5. 1 2  Helgason, Guðmundur. . German and Austrian U-boats of World War I - Kaiserliche Marine - Uboat.net.   [2022-07-04].
6. ↑  陈进，第45頁.
7. 1 2 3  Gröner 1991，第30–31頁.
8. 1 2  陈进，第46頁.
9. ↑  Herzog，第139頁.
10. 1 2  Helgason, Guðmundur. . German and Austrian U-boats of World War I - Kaiserliche Marine - Uboat.net.   [2022-07-04].
11. ↑  NARS，第123頁.
12. ↑  Helgason, Guðmundur. . German and Austrian U-boats of World War I - Kaiserliche Marine - Uboat.net.   [2022-06-29].
13. ↑  Gibson & Prendergast，第51頁.
14. ↑  Helgason, Guðmundur. . German and Austrian U-boats of World War I - Kaiserliche Marine - Uboat.net.   [2022-06-30].
15. ↑  Kemp，第18頁.
16. ↑  Nore Command Records ADM 151/83 at UK National Archives
17. ↑  Noah Sheidlower. . Untapped New York.   [2022-06-30]. （原始内容存档于2022-05-05）.
18. ↑  Kyle Mizokami. . Popular Mechanics. 2019-06-13  [2022-06-30]. （原始内容存档于2022-07-01）.